# Pseudotsuga
Pseudotsuga es un género de coníferas dentro de la familia de las pináceas. Se les llama, en español "douglasias" o "abetos de Douglas", aunque no son realmente abetos. Hay cinco especies, dos en el oeste de  Norteamérica, una en México y dos en el este de Asia. Las Douglasias plantearon problemas de clasificación a los botánicos del siglo XIX debido a la similitud que presentan con otras varias coníferas conocidas en su tiempo, lo que originó que unas veces lo clasificaran en Pinus, Picea, Abies, Tsuga, e incluso en las Sequoia. Debido a sus conos distintivos, la Douglasia finalmente se clasificaron en el nuevo género Pseudotsuga (que significa "falso Tsuga") por el botánico francés Carrière en 1867.

## Especies y variedades

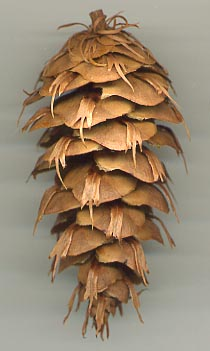
Cono de semillas de abeto de Douglas, de un árbol cultivado a partir de semilla recogida por David Douglas

De lejos el más conocido es la muy extendida y abundante especie norteamericana Pseudotsuga menziesii, el "Abeto" de Douglas o Douglasia verde, una especie taxonómicamente compleja dividida en dos grandes variedades (tratadas como especies distintas o subespecies por algunos botánicos): 
- Pseudotsuga menziesii var. glauca - Douglasia de montaña o de interior, que se encuentra en el oeste del continente pero en la zona interior, extendiéndose tierra adentro hasta Calgary, Alberta.[2] Algunos botánicos dividen a la douglasia de montaña en dos variedades, la var. glauca en las Montañas Rocosas meridionales y var. caesia en la parte norte de las Rocosas.
- Pseudotsuga menziesii var. menziesii - Douglasia verde, que es el abeto de Douglas de la costa del Pacífico. Ha logrado alturas de 120 metros. Esa fue la altura calculada de la conífera más alta registrada, el Mineral Tree de Mineral (Washington), medida en 1924 por Dr. Richard E. McArdle,[3] former chief of the U.S. Forest Service.[4] El volumen de aquel árbol fue 515 m³. El ejemplar existente más alto es el abeto Brummitt (Doerner) en el condado de Coos (Oregón), de 99,4 metros de alto.[5] Sólo la secuoya roja[6] alcanza mayores alturas en árboles que se conozcan actualmente. En Quinault, Washington, se encuentra una colección de los mayores abetos de Douglas en una sola zona. El bosque lluvioso de Quinault alberga la mayor parte de los diez abetos de Douglas más altos que se conocen.

La especie en su conjunto es conocida generalmente de forma simple como "abeto" de Douglas. Es el árbol del estado de Oregón.
Todas las demás especies son de un área de distribución limitada y poco conocidas fuera de sus entornos originarios, e incluso allí son raras y aparecen pocas veces, en bosques mixtos; todas están incluidas en listas con un estado de conservación desfavorable.

## Especies
(En América del Norte y América Central)
- Pseudotsuga menziesii ((Mirb.) Franco)

Sinónimos:
Abies douglasii ((Sabine ex D.Don) Lindl)
Abies drummondii (Gordon)
Abies menziesii (Mirb)
Abies mucronata (Raf)
Abies obliqua ((Bong) ex Gordon)
Abies obliquata ((Raf) ex Gordon)
Abies standishiana (K.Koch)
Abies taxifolia (C.Presl)
Abietia douglasii ((Sabine ex D.Don) A.H.Kent)
Picea douglasii ((Sabine ex D.Don) Enlace)
Pinus douglasii (Sabine ex D.Don)
Pseudotsuga douglasii ((Sabine ex D.Don) Carrière)
Pseudotsuga mucronata ((Raf.) Sudw. ex Holz)
Pseudotsuga taxifolia ((Lindl.) Britton))
Pseudotsuga vancouverensis (Flous)
Tsuga douglasii ((Sabine ex D.Don) Carrière)
- Pseudotsuga lindleyana

- Pseudotsuga macrocarpa ((Vasey) Mayr)[8]

Sinónimos:
Abies macrocarpa (Vasey)
Pseudotsuga californica (Flous)
Tsuga macrocarpa ((Vasey) Lemmon))
(En Asia)
- Pseudotsuga japonica ((Shiras) Beissn)

Sinónimos:
Tsuga japonica (Shiras)
- Pseudotsuga sinensis (Dode)

Sinónimos:
Pseudotsuga forrestii (Craib)
Pseudotsuga salvadorii (Flous)
Pseudotsuga shaanxiensis (S.Z.Qu & K.Y.Wang)
Pseudotsuga wilsoniana (Hayata)
Pseudotsuga xichangensis (C.T.Kuan & L.J.Zhou)

## Imágenes

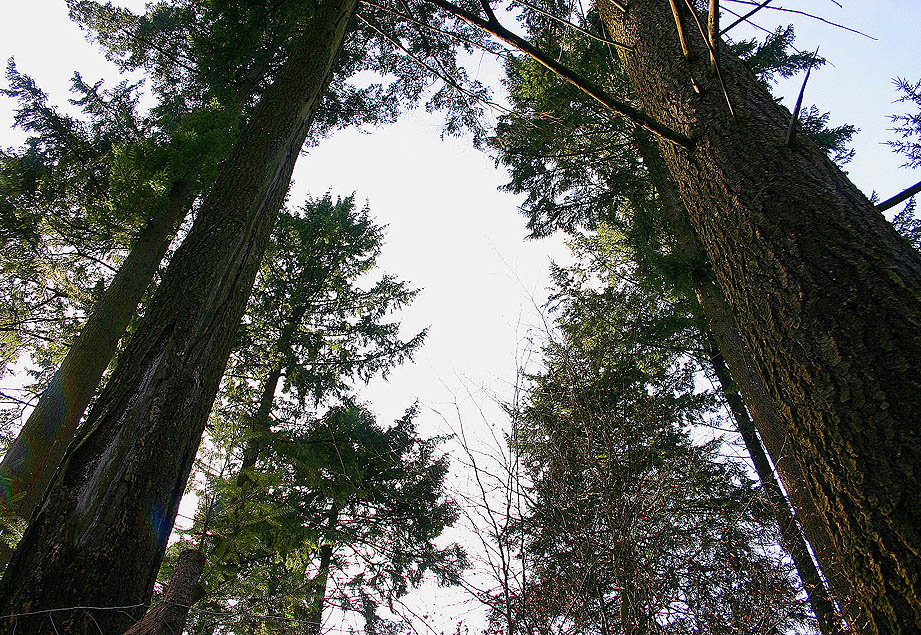
Douglasias verdes adultas, en el Bosque de Turingia, Alemania.
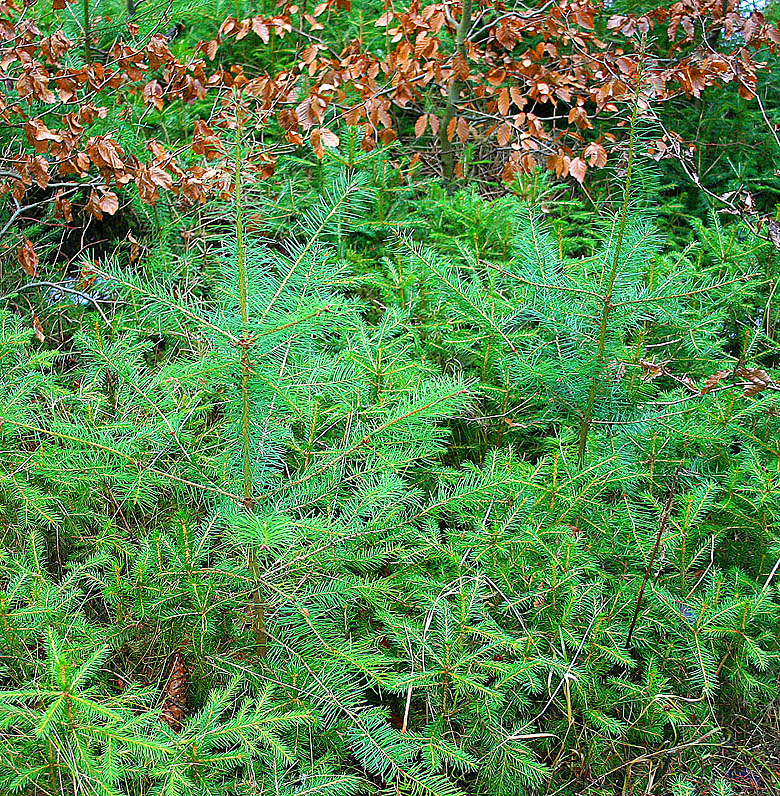
Dos douglasias entre arbustos y árboles menores.
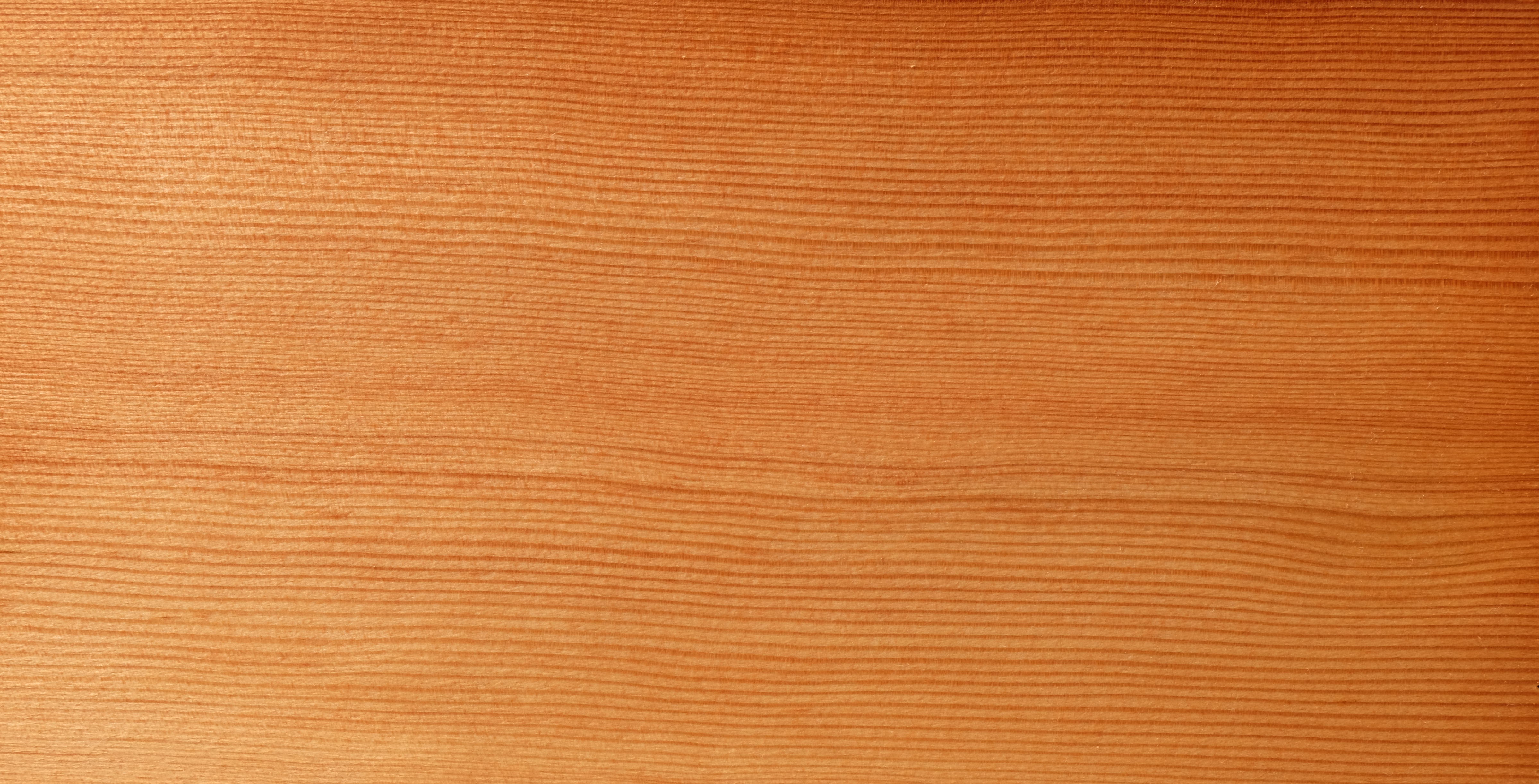
Madera de douglasia.

## Literatura
- Mario Ludwig, Harald Gebhard, Herbert W. Ludwig, Susanne Schmidt-Fischer: Neue Tiere & Pflanzen in der heimischen Natur - Einwandernde Arten erkennen und bestimmen, BLV Verlagsgesellschaft München, ISBN 3-405-15776-5.